# Station Crystal Palace
Crystal Palace is een spoorwegstation in Zuidoost-Londen aan de Brighton Main Line en de Outer South London Line van de Southern Railway, alsmede een van de eindstations van de verlengde East London Line van de London Overground. Het station dankt zijn naam aan de tentoonstellingshal, het Crystal Palace, die na afloop van de wereldtentoonstelling in 1851 van Hyde Park naar Sydenham Hill werd verplaatst. Het station werd in 1854 naast het herbouwde Crystal Palace geopend om bezoekers per trein naar de tentoonstellingen te kunnen vervoeren.

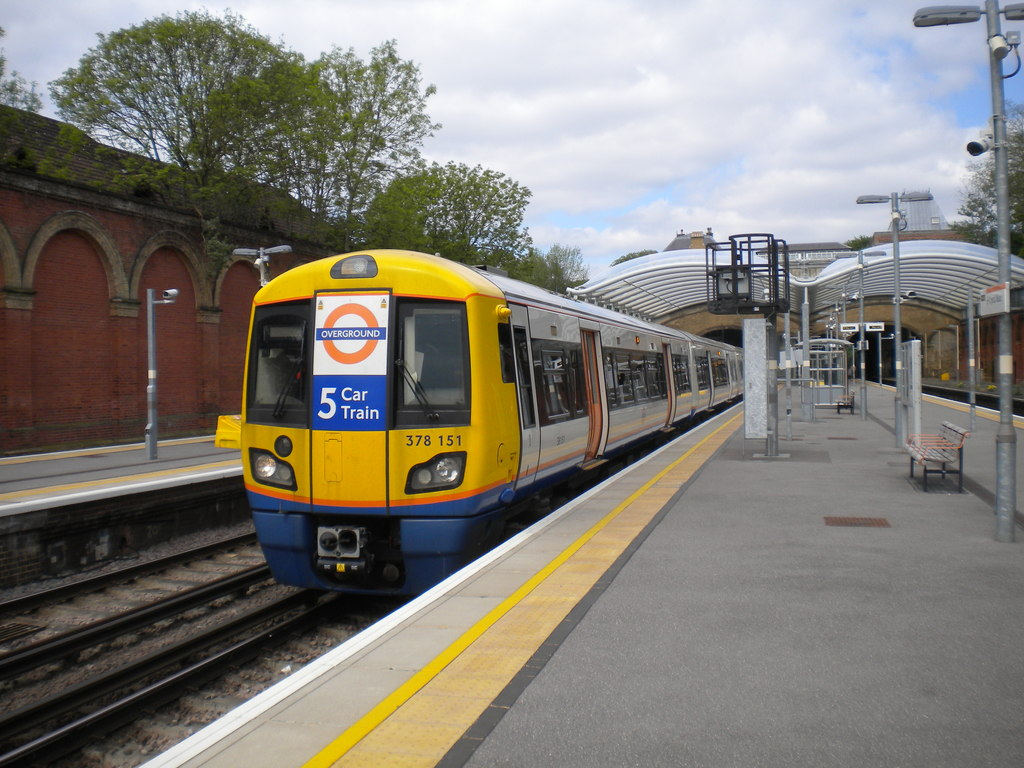
Trein van London Overground in Crystal Palace